# Coptis deltoidea
Coptis deltoidea là một loài thực vật có hoa trong họ Mao lương. Loài này được C.Y.Cheng & P.K.Hsiao mô tả khoa học đầu tiên năm 1965.